# Morsano al Tagliamento
Morsano al Tagliamento – miejscowość i gmina we Włoszech, w regionie Friuli-Wenecja Julijska, w prowincji Pordenone.
Według danych na rok 2004 gminę zamieszkiwały 2764 osoby, 86,4 os./km².